# Giulio Vivanti

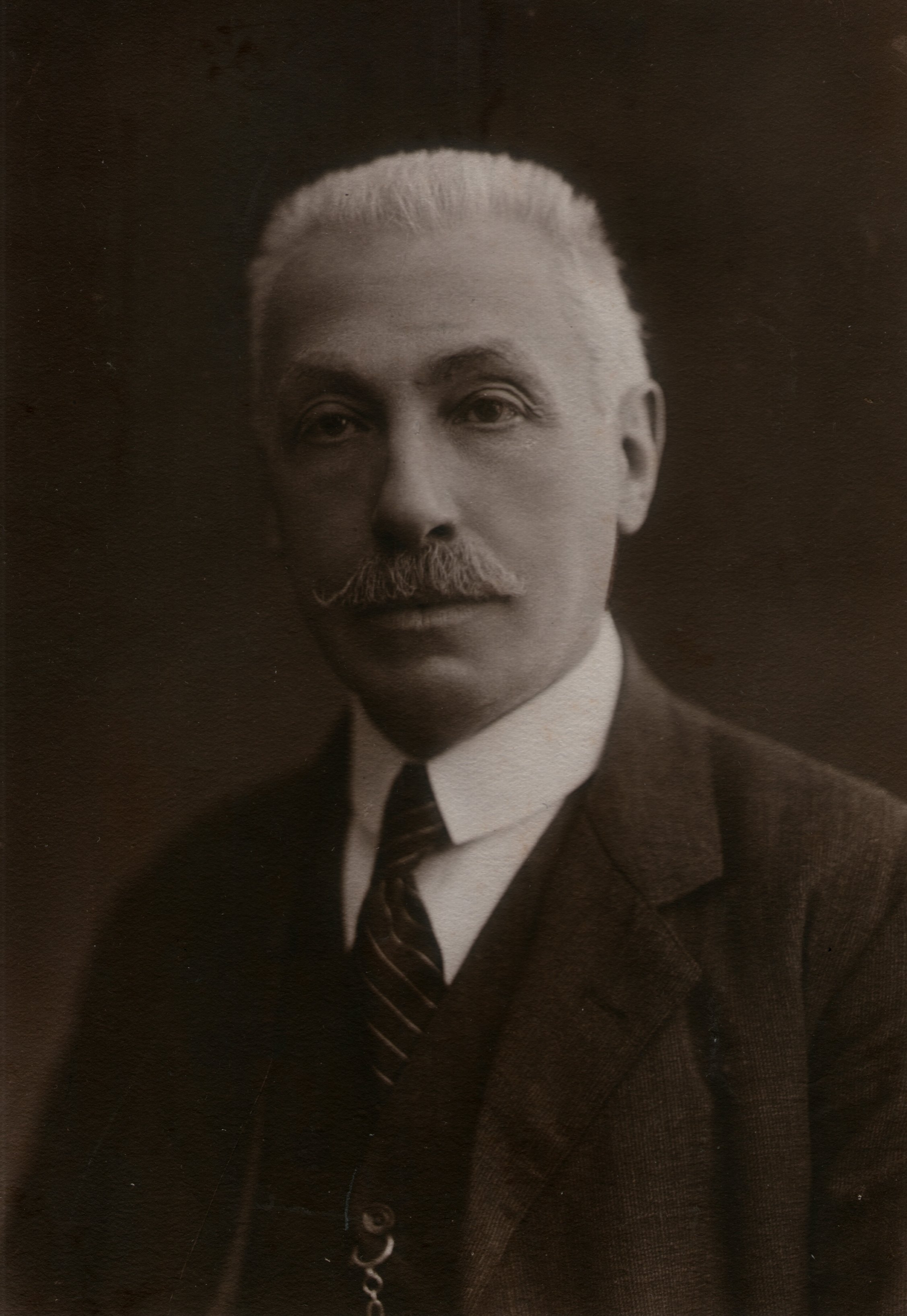
Giulio Vivanti (1922)

Giulio Vivanti (* 24. Mai 1859 in Mantua; † 19. November 1949 in Mailand) war ein italienischer Mathematiker und Mathematikhistoriker.
Vivanti studierte an der Universität Turin mit dem Laurea-Abschluss als Ingenieur 1881 und an der Universität Bologna mit dem Laurea-Abschluss in Mathematik 1883. Nach der Habilitation (libero docente) lehrte er 1892 bis 1895 an der Scuola Normale in Padua und wurde danach außerordentlicher Professor für Analysis an der Universität Messina. 1908 war er wieder in Pavia und ab 1924 an der Universität Mailand. 1929 gründete er dort mit Oscar Chisini und Gian Antonio Maggi das Instituto di Matematica.
Mit Luigi Berzolari und Duilio Gigli  gab er 1930 bis 1950 die Enciclopedia delle matematiche elementari e complementi in 7 Bänden heraus, erschienen bei Hoepli in Mailand und mehrfach nachgedruckt.
Er befasste sich vor allem mit Funktionentheorie, Variationsrechnung und Mengenlehre. Als Mathematikhistoriker ist er vor allem für den Beitrag zur Infinitesimalrechnung im 18. Jahrhundert im vierten Band der Vorlesungen zur Geschichte der Mathematik von Moritz Cantor bekannt.

## Schriften
- Teoria delle funzione analitiche, 1901
  - deutsche Übersetzung, Theorie der eindeutigen analytischen Funktionen, Teubner 1906
- Funzioni analitiche e funzioni transcendenti intere, 1928
- Les fonctions polyédriques et modulaires, Gauthier-Villars 1910 (französische Übersetzung der italienischen Ausgabe)
- Infinitesimalrechnung 1759–1799, in Moritz Cantor (Hrsg.), Vorlesungen über die Geschichte der Mathematik, Band 4, B. G. Teubner 1908, S. 639–869.
- Elementi della teoria delle equazioni integrali lineari, Mailand: Hoepli 1916
  - Deutsche Übersetzung: Elemente der Theorie der linearen Integralgleichungen, Hannover: Helwing 1923